# フロイド・シュモー
フロイド・シュモー（Floyd Wilfred Schmoe、1895年9月21日 - 2001年4月20日）は、アメリカ合衆国の森林学者、自然学者で著作家であり、クエーカー教徒の平和主義者である。ほぼ20世紀全般を通した平和活動で知られ、第二次世界大戦中は、強制収容された日系アメリカ人への支援、戦後は広島の復興への支援などをした。

## 経歴

### 幼少期
フロイドは1895年にアーネスト・シュモーと妻ミンタの間の5人兄弟の2番目として生まれた。シュモー家はカンザス州のプレーリー・センターで小さな農場を営んでいた。　シュモー家は代々クエーカー教徒でフロイドは6代目であった。この農場や周りの自然の中での経験から山や木、自然を愛するようになり、後に森林学者、自然学者の道を歩むようになる。

### 第一次世界大戦における兵役拒否
第一次世界大戦（1914 - 1918）が始まると自身の信条から良心的兵役拒否をし、赤十字に参加しフランスで救急車の運転手や担架担ぎとして活動した。戦争の最中にはポーランド救済委員会の指示によりポーランドの難民へ食料や衣料の配送を行った。　

### 学位所得、公園管理者、教職
戦後はカンザスに戻り、高校の同級生でピアニストのルス（Ruth）と結婚した。1919年9月にはシアトルへ移り、フロイドはワシントン大学で森林学と海洋学を学び、ルスは音楽を継続した。12月には二人は金が無くなり、マウントレーニア国立公園のパラダイス（en:Paradise)の10メートル以上の雪に埋もれた建物の冬季管理者として雇われた。二人は6ヶ月の間孤立した生活に順応していった。電話と週に2度のLongmire（en:Longmire）までの下山が唯一の他との接触であった。7月4日に除雪機が道路を開き初めて外出が出来た。　フロイドはその年と翌年の夏にもParadiseへ戻り山岳ガイドとして働いた。1921年にはワシントン大学の森林学の主眼が木材資源に置かれていた事に不満を感じ、より環境保全に重きを置いていたNew York State College of Forestry at Syracuse（英）へ転籍し1922年に学位を所得した。卒業後は、マウントレーニア国立公園に戻りパークレンジャーとなった。1924年には公園の最初のフルタイム自然学者となった。1925年に執筆した『Our Greatest Mountain』は公園の非公式のハンドブックとなった。1928年には公園の職を辞しワシントン大学での森林学の講師となった。

## 平和運動
ヨーロッパで第二次世界大戦が始まるとユダヤ人の避難の援助や食料・衣料等の援助を行った。真珠湾攻撃によってアメリカが参戦し、日系人の強制収容が始まると、1942年には収容された日系人を援助するために教職を辞した。FBIのフロイドのファイルには狂犬的平和主義者（rabid pacifist）と記述されていた。第二次世界大戦が終わる前にフロイドの娘Estherは日系アメリカ人のGordon K Hirabayashiと結婚した。フロイドは戦争中には西海岸北部の強制収容所を頻繁に訪れ、終戦後はシアトルへ復帰してくる日系人の援助を行った。
原爆投下のニュースを聴きナチス・ドイツのユダヤ人虐殺にも匹敵する蛮行であると怒り悲しみ、トルーマン大統領に抗議電報を打った。　被災者のための家屋建設支援についてはその日の内に決断し、1口1ドルの寄付を募り米国各地を回り始めた。
1948年の夏に日本を訪れ惨状を目にし、翌年8月4日にはフロイド他エメリー・アンドリウス牧師と大学講師デイジー・デイブス、小学校教諭ルース・ジェンキンズが広島へ到着し、日本人ボランティアと共に家造りを始め、2ヶ月後に4戸が完成し、「皆実町平和住宅」と命名された。フロイドはその後2回、他の米国人ボランティアらと来広し自ら建築に携わり1952年には計20戸が完成した。 2012年11月には現存する最後の1戸が広島平和記念資料館の付属展示施設「シュモーハウス」として保存された。
その後は朝鮮戦争の被災者への援助、アフリカの難民への援助、中東への援助などを続けた。
シアトル市にはフロイドの働きかけで1990年8月6日にシアトル・ピース・パークが建設されサダコ像が置かれた。
フロイドはノーベル平和賞へ3度候補となった。1982年春の叙勲受賞者に選ばれた（勲四等瑞宝章）。1983年には広島市から特別名誉市民の称号を贈られた。
彼のこの実力行使を伴った平和主義から、殺害の脅迫も受け、FBIにも目をつけられ、上皇后美智子から茶を供されるなど、波瀾万丈の経歴の持ち主である。様々な賞も授与されており、中でもタフツ大学からの名誉博士号は米国最高裁判事サンドラ・デイ・オコナーとユニセフのグッドウィルアンバサダーであるノルウェーの俳優・映画監督のリヴ・ウルマンと並ぶもので名誉あるものであった。
晩年までフロイドはこよなく愛するシアトルに住み、執筆活動や平和運動への支持を続けた。2001年4月20日に亡くなった。105歳であった。